# البیرا د ایدالگو
اِلبیرا دِ ایدالگو (انگلیسی: Elvira de Hidalgo; ۲۸ دسامبر ۱۸۹۱ – ۲۱ ژانویهٔ ۱۹۸۰) یک خواننده سوپرانوی برجستهٔ اپرا و استاِد آواز اهل اسپانیا بود. از شاگردان مشهور او، می‌توان به ماریا کالاس اشاره کرد.
نخستین اجرای رسمی او در سن ۱۶ سالگی و در سالن مشهور «تئاتر سان کارلو» بود که در نقش «رُزینا» در اپرای «آرایشگر شهر سویل» اثرِ «جواکینو روسینی» هنرنمایی کرد و بعدها به یکی از مشهورترین نقش‌های او در اپرا مبدل شد.
نخستین اجرهای او در «تالار اپرای متروپولیتن نیویورک» و «لا اسکالا»، به ترتیب در سال‌های ۱۹۱۰ و ۱۹۲۱ میلادی بود که در همان نقش («رُزینا») نقش‌آفرینی نمود.
او بعدها به آموزش خوانندگی و آواز روی آورد و به عنوان نمونه، مدتی را در «هنرستان موسیقی آتن» به آموزش خوانندگیِ اپرا پرداخت و در همین مکان بود، که ماریا کالاس، تحت آموزش وی قرار گرفت.